# D'oh!
D'oh!는 미국의 TV 애니메이션 《심슨 가족》의 주인공 호머 심슨의 유명한 캐치프레이즈이다. 호머의 캐치 프레이즈는 옥스퍼드 영어사전 (2002)에 추가되면서 유명해졌다. D'oh!라는 구어는 20세기 폭스의 트레이드 마크이다. D'oh!는 호머가 자해할 때 주로 사용된다. 실제로 그가 바보 같은 일을 저지른 때나 안 좋은 일이 생겼을 때, 혹은 그 자신에게 좋지 않은 일이있을 때 사용한다. 또한 대한민국에서는 EBS 더빙으로는 뜨악!으로 발음하기도 한다.

## 같이 보기
- 마른 세수